# 地狱花园
地獄花園（日语：／ Jigokunohanazono ?）是一部於2021年5月上映的日本電影，由關和亮執導，永野芽郁和廣瀨愛麗絲主演。
電影描繪了日本普通女白領之間的派系鬥爭，女白領們通過打架的技術來劃分在鬥爭中的等級。

## 概要
在普通上班族田中直子的工作場所，每天都會爆發女性上班族公司內部派系的幕後鬥毆事件。在直子的工作場所三富士株式會社，安藤派的掌門人安藤朱里是最強者。
有一天，北條蘭，一位公司的新員工，憑藉壓倒性的戰鬥力迅速晉升到公司內部鬥爭派系高層。受此觸發，全國各地的女性不良白領集聚公司，決心挑戰北條。

## 人物
- 田中直子

飾–永野芽郁
在綜合企業三富士株式會社工作的普通女性白領。她一邊看著公司內部的派系紛爭，一邊夢想著美好的上班族生活，但另一方面，她又對不良漫畫十分熟悉。
- 北條蘭

飾–廣瀨愛麗絲
公司不良女白領之王。作為職業中期僱員加入三富士株式會社。戰鬥力強，但工作能力一般。一次偶然的機會，她與直子成為了朋友。
- 安藤朱里

飾–菜菜緒
三富士株式會社開發部的女白領。被稱為“惡魔的朱里”。作為安藤派的領袖，他控制著公司的不良白領。她的標誌是玉米辮和古怪的妝容。
- 佐竹紫織

飾–川榮李奈
株式會社三富士營業部的女白領。佐竹派首領，綽號“瘋狗詩織”，戰鬥力也較強。另一方面，她致力於糾正辦公室紀律。
- 神田悅子

飾–大島美幸
株式會社三富士製造部的女白領。被稱為“大怪獸悅子”的神田派首領，在對戰中擁有300場不敗戰績的記錄，剛從監獄歸來。
- 赤城涼子

飾-遠藤憲一
上市公司湯姆遜公司總務部主管的辦公室女士。被稱為“魔王”的他，頭腦聰明，冷酷無情，富有幽默感。
- 鬼丸麗奈

飾–小池榮子
擁有壓倒性戰鬥力的“地表最強女白領”，被不良白領們奉為都市傳奇。